# Mnogoetažka
Mnogoetažka (Многоэтажка) è un film del 2022 diretto da Anton Maslov.

## Trama
Un vigile del fuoco di nome Anton Kalašnikov si prende cura della figlia quattordicenne che frequenta una scuola di ballo. Ogni sabato i due hanno l'abitudine di guardare la TV e di cenare insieme. Una sera sua figlia suona al citofono e Anton apre la porta, ma si accorge che lei non sale.